# Sự co dãn của không-thời gian
Sự co giãn của không gian và thời gian là một trong những hệ quả quan trọng của thuyết tương đối, đây là một hiện tượng mà khi một vật thể đạt được tốc độ ánh sáng (khoảng 300 triệu m/s)thì lúc đó toàn bộ không thời gian bị co ngắn lại đến cực điểm tức là về 0 nếu được như thế thì toàn bộ không gian của cả vũ trụ đều được nhìn thấy và thời gian bị co lại rất rất là ngắn, đến nỗi như thời gian bị dừng lại vậy lúc này thì có thể nói vật thể đang chuyển động sẽ trở thành bất tử, thực chất có thể nói rằng sự co giãn trên như là một bài vật lý học sơ cấp nếu bạn hiểu như sau: vận tốc(V)= quãng đường(S) tỉ lệ thuận với thời gian(T) vậy mấu chốt chính ở đây là vận tốc chuyển động mà vật thể có thể đạt được, từ công thức trên thì bạn có hiểu đơn giản cái "sự co" trong thuyết tương đối.S